# Planeta inferior i planeta superior
Els termes «planeta inferior» i «planeta superior» es van fer servir originalment en la cosmologia geocèntrica de Claudi Ptolemeu per diferenciar aquells planetes (Mercuri i Venus) que tenen un epicicle que estava en línia amb la Terra i el Sol, comparat amb els planetes (Mart, Júpiter, i Saturn) que no hi estaven.
Aquesta classificació no s'hauria de confondre amb els termes «planeta interior» i «planeta exterior», que designen aquells planetes que es troben dins del cinturó d'asteroides i els que n'estan fora respectivament. «Planeta inferior» tampoc no s'ha de confondre amb planeta menor (asteroide) o planeta nan. Al segle xvi, els termes van ser modificats per Nicolau Copèrnic, qui rebutjà el model geocèntric de Ptolemeu, distingint la mida de l'òrbita en relació amb la Terra.
- «Planeta inferior» es fa servir en referència als planetes Mercuri i Venus, els quals estan més a prop del Sol que no pas la Terra.
- «Planeta superior» es fa servir en referència als planetes Mart, Júpiter, Saturn, Urà, Neptú, i a tots els planetes menors i planetes nans incloent Ceres i Plutó, els quals estan més lluny del Sol que no pas la Terra.

Aquest termes de vegades es fan servir en termes relatius: per exemple, la Terra és un planeta inferior vista des de Mart.